# 1978년 일본 자유민주당 총재 선거
1978년 자유민주당 총재 선거(일본어: 1978年自由民主党総裁選挙)는 1978년 11월 26일에 실시된 자유민주당 총재를 선출하기 위한 선거다.

## 과정
부패 사건인 록히드 사건은 1976년에 미키 끌어내리기를 촉발했고 그 해 총선에서 자유민주당이 대패하자 이에 책임을 지고자 미키 다케오가 총재직에서 물러났다. 이때 후쿠다 다케오와 오히라 마사요시는 이른바 다이후쿠 밀약을 맺어 후쿠다에게 총재직을 양보하는 대신 오히라가 간사장이 되어 당무를 총괄하며 2년 뒤에 오히라에게 정권을 넘겨주기로 약속했다. 12월 23일 후쿠다가 총재로 선출되었고 다음 날 총리대신에 취임했다.
하지만 1977년 참원선에서 자민당이 승리를 거두자 자신감을 얻은 후쿠다는 오히라와의 약속을 어기고 재선에 대한 욕심을 드러냈다. 그 해 말에 개조내각을 출범시켜 정치동우회(다나카파)의 각료 수를 줄이고 나카소네 야스히로를 총무회장으로 기용하는 등 신정동지회(나카소네파)를 적극적으로 끌어들였다.
1978년이 되자 총재 선거를 앞두고 파벌들의 움직임이 분주해졌다. 2월 중순에 자민당 간부회가 파벌 활동의 자숙을 요청하자 후쿠다는 이에 호응하는 모습을 보였다. 하지만 18일에 가가와현 연합회가 오히라를 총재 후보로 추천하는 결의를 하는 등 오히라측은 이를 무시했다. 5월 26일 『요미우리 신문』이 오히라가 총재 선거에 출마할 것을 결심했다고 보도했다. 양원 의원들이 참여하는 본선거를 시행한다면 오히라가 과반수를 획득할 수 있을 것이란 전망도 나왔다. 후쿠다는 오히라가 총재 선거에 불출마한다면 지금처럼 후쿠다가 총재, 오히라가 간사장을 맡을 것이고 임기 후반부에 오히라에게 정권을 넘겨주겠다고 제안했으나 오히라는 이를 거절했다.
그러자 후쿠다는 중의원 해산과 그에 따른 총선을 통해 지지 세력을 넓히고 총재 선거에서 유리한 고지를 점하고자 했다. 그런데 총선에서 자민당이 패배하면 후쿠다뿐 아니라 간사장으로서 선거에 책임이 있는 오히라도 타격을 입을 건 분명했다. 당연히 오히라측은 해산에 반발했고 6월 6일 방위청 장관 가네마루 신(다나카파 소속)은 국회 내각위원회에 출석해 "대의가 없는 해산에는 반대한다. 해산 각의가 이루어진다면 나는 서명하지 않겠다"라고 발언했다. 16일에는 오히라도 중의원 의원들에게 "해산은 없다. 각자 평정심을 가지고 행동해주길 바란다"라고 말했다. 당시 국회 상황이 여야백중세이긴 했지만 자민당 간사장 오히라와 신자유클럽 간사장 니시오카 다케오 사이에 파이프라인이 존재해 긴밀한 협의가 가능했고 이 덕에 여야간 절충안이 잘 정리될 수 있었기에 자민당은 해산과 총선의 필요성을 강하게 느끼지 않았다.
8월 12일 중화인민공화국과의 교섭이 타결돼 「중일평화우호조약」이 조인되자 후쿠다에 대한 지지율이 상승했다. 이에 후쿠다측에선 해산을 하지 않아도 재선할 수 있겠다는 관측이 나왔으며 조약을 비준하기 위해서라도 해산은 힘든 상황이 되었다. 또한 27일에 시행된 가가와현지사 선거에서 자민당이 공천한 오노 요시노리가 패배하면서 오히라에게 타격을 입혀(가가와현은 오히라의 고향이다) 후쿠다의 재선 가능성이 더 커졌다. 그리고 이 무렵에 이르면 더 이상 중의원 해산은 거론되지 않았다.
10월 14일에 오히라는 기자회견을 통해 "이번 임시국회에서 후쿠다-오히라 체제는 종언을 고한다"라며 후쿠다와 대결하겠다는 자세를 분명히 했다.
나카소네와 고모토 도시오가 출마를 저울질하고 있었지만 사실상 후쿠다와 오히라의 싸움으로 받아들여지고 있었으며 두 사람도 예비선거 통과는 이미 기정사실로 여기고 있었다. 따라서 두 사람은 본선거에서 유리한 위치에 서기 위해 예비선거에서 최대한 많은 점수를 쌓고자 했다.
언론들은 하나같이 후쿠다의 우세를 점쳤다. 10월 10일 『요미우리 신문』은 「후쿠다 과반수, 나카소네 절박, 나카소네 뿌리치지 못해」, 10월 16일 『마이니치 신문』은 「나카소네 21%, 오히라 20%」, 10월 21일 『아사히 신문』은 「1% 차이로 나카소네 2위, 오히라 3위」라는 여론조사를 보도했다. 이들은 모두 후쿠다의 1위를 기정사실화했으며 오히라가 나카소네에게 밀릴 수 있다는 것을 전했다. 『마이니치 신문』은 11월 16일에도 「인기는 후쿠다, 나카소네, 오히라, 고모토 순」이라는 기사를 게재했다. 한편 오히라를 지지하던 정치동우회(다나카파)는 독자적인 여론 조사를 통해 근소한 차이로 오히라가 1위, 후쿠다가 2위라며 오히라가 입후보를 사퇴하지 않도록 격려했다.
후쿠다는 나카소네와 고모토에게 자신에게 투표해줄 것을 요청하면서 1차 투표에서 100점 이상 차이가 나면 2위 후보는 본선거를 사퇴해야 한다고 주장했다. 당시 언론은 본선거에서 정책연구회(미키파)의 동향을 주시하고 있었다.
10월 21일에 오히라, 나카소네, 고모토가 정식으로 출마를 표명했다. 나카소네와 고모토는 차기를 위해 총재 후보로서 몸값을 높이기 위한 의미가 강했다. 이들이 속한 파벌 내에서 후쿠다나 오히라에게 가까운 유력 의원들이 있었는데 이들이 후쿠다나 오히라를 지지하게 놔두는 것도 자주 투표를 하는 것도 파벌로서의 구심력이 떨어질 우려가 있었기에 파벌을 대표해서 출마한 것이었다.
현직 총재가 총재 선거에 입후보를 하면 현역 각료는 사퇴한 다음 입후보를 하는 것이 자민당의 오랜 관행이었다. 총리총재가 재선을 원하는데 현직 각료가 반기를 드는 것은 내각의 일체화를 지향하는 의원내각제의 이론과도 맞지 않았다. 그런데 당시 통산상으로 있던 고모토는 총재 선거에 입후보를 하면서도 사임하지 않았는데 이는 전술한 대로 자신이 총재가 되고자 후쿠다에게 반기를 든 것이 아니었기 때문에 큰 문제 없이 넘어갔다. 후쿠다 역시 각료 파면권을 행사하지 않았다.
한편 오히라가 출마를 강행하자 후쿠다는 자신이 불출마를 하여 당내 분란을 예방해야 할지를 검토했지만 결국 선거 고시일 전날인 10월 31일에 출마를 선언했다.

### 예비선거
1978년 선거는 의원 선거 전에 일반 당원·당우들이 참여하는 예비선거가 도입된 첫 선거였다. 후쿠다는 의원 선거나 파벌 간의 담합이라면 정치동우회(다나카파)의 지지를 받는 오히라가 유리하겠지만 일반 당원·당우 투표라는 자신이 압도적으로 우위에 설 수 있다고 확신하고 있었다.
자민당 본부의 컴퓨터에 입력된 당원 명부는 외부 반출이 금지되어 있었지만 정치동우회의 다케시타 노보루는 비공개 당원 명부를 손에 넣는 데 성공했다. 다케시타는 예비선거가 도입된 뒤에 자민당 전국조직위원장으로서 2년 동안 전국 210곳을 다니며 지방조직에 예비선거 시스템을 설명했다. 그리고 그때마다 각 지방조직의 명부를 복사했다. 이렇게 복사한 명부를 바탕으로 도쿄 담당 책임자인 고토다 마사하루가 롤러 작전을 개시했다. 비서 2명이 한 조가 되어 도쿄도 전역의 당원들 주택을 하나하나 호별방문한 것이다.
그리고 다나카 가쿠에이는 비서 하야사카 시게조에게 지시해 전화 작전용 명부를 만들게 했다. 전국의 지사, 시정촌장, 정부의장, 당3역, 농협, 어협, 상공 단체, 지역 기업의 수장들의 이름, 주소, 전화번호가 적힌 이 명부는 폭 1m 50cm, 길이 20m에 달하는 것이었다.
11월 1일 예비선거가 고시되었다. 다나카는 오후부터 모든 내방객을 거절하고 집무실에서 전화 작전을 전개했다. 매일 밤 9시까지 전화를 걸었는데 후쿠이현 사바에시 안경협동조합 전무이사한테까지도 전화를 돌렸다고 한다.
선거 기간에 언론은 오히라가 후쿠다를 근소한 차이로 따돌릴 것이란 견해를 보이기 시작했다. 다나카는 오히라가 50~60점 차이로 승리할 것이라 말했는데 언론들은 오히라가 그것보단 큰 차이를 보일 것으로 예상했다.
26일에 예비선거가 실시되었고 우편투표 개표가 시작되었다. 27일 개표가 종료된 뒤 결과가 발표되었는데 오히라가 110점 차이로 후쿠다를 누르고 1위를 차지했다. 열세로 여겨졌던 도쿄도에서 오히라가 역전극을 펼친 것이 오히라의 승리로 이어졌다. 청람회는 마지막까지 싸워야 한다고 주장했지만 후쿠다는 "총리대신이 자신의 발언을 번복해선 안 된다"라며 본선 진출을 포기하면서 본선거는 시행되지 않고 오히라의 당선이 결정됐다. 자민당 역사상 현직 총재가 선거에 출마해 재선에 실패한 건 이 때가 유일한 사례다.
승리한 오히라는 "순간이 의미를 가질 때도 있지만 10년이 아무런 의미를 가지지 않을 때도 있다. 역사란 진실로 기묘한 것이다"라는 말을 남겼으며 패배한 후쿠다는 "백성의 소리는 곧 하늘의 소리이지만 하늘도 가끔 이상한 소리를 한다. 하지만 패장은 병법을 논하지 않는 법이다"라는 말을 남겼다.
예비선거에서는 현내 득표 2위 안에 들지 못하면 점수를 0으로 하는 규정이 있었다. 본선거 진출 가능성이 낮다고 점쳐지던 나카소네와 고모토가 2위 이상을 하게 되면 오히라와 후쿠다 중 한 명은 2위 밖으로 밀려나기 때문에 0점이 되었다. 이는 1·2위 경쟁을 하던 오히라와 후쿠다의 점수 차이가 생각보다 많이 벌려지도록 만든 원인이 되었다. 구체적으로는 후쿠다가 1위, 나카소네가 2위를 할 것으로 여겨지던 홋카이도와 도쿄도에서 오히라가 2등을 차지할 수 있을지, 그리고 고모토가 1등을 차지할 것으로 여겨지던 효고현과 나가사키현에서 누가 2등을 차지할지에 따라 점수 차이, 그리고 심하게는 등수에도 변화를 줄 수 있었던 요인이었다.

## 후보자
| 오히라 마사요시                                                         | 후쿠다 다케오                                                           | 나카소네 야스히로                                                           | 고모토 도시오                                                                   |
|                                                                         |                                                                         |                                                                             |                                                                                 |
| 중의원 의원(10선, 가가와현 제2구) 대장대신(1974-1976) 간사장(1976-1978) | 중의원 의원(10선, 군마현 제3구) 내각총리대신(1976-현직) 총재(1976-현직) | 중의원 의원(12선, 군마현 제3구) 통상산업대신(1972-1974) 총무회장(1977-현직) | 중의원 의원(11선, 효고현 제4구) 통상산업대신(1977-현직) 정무조사회장(1976-1977) |
| 굉지회(오히라파)                                                        | 무파벌                                                                  | 신정동지회(나카소네파)                                                      | 정책연구회(미키파)                                                              |
| 가가와현                                                                | 군마현                                                                  | 군마현                                                                      | 효고현                                                                          |

## 결과
선거권은 1978년 1월까지 입당을 신청해 8월 31일에 확정되었다. 총 유권자 수는 당원이 103만 9,912명이며 당우가 18만 1,160명이었다. 11월 1일에 선거가 고시되었고 우편 투표의 경우 개표일인 26일 이전에 도착한 표만 집계했다. 당시의 상황·기술의 한계로 인해 적어도 20일까지는 우송할 필요가 있었다.
당원과 당우는 모두 1인당 1표만을 행사할 수 있었으며 1,000표를 1점으로 환산해 도도부현별로 점수를 할당했다. 각 현별로 표를 집계해 각각의 현에서 상위 후보자 2명에 대해 득표수에 비례해 점수를 할당했다. 마지막으로 전국적 규모로 표를 집계하여 상위 후보자 2명이 본선에 진출했다.
12월 1일에 본선거가 열려 의원 투표가 시행될 예정이었다. 하지만 그 전에 후쿠다가 사퇴하면서 오히라가 무투표 당선되었다.
| 후보자            | 예비선거 득표수 | 본선거 득표수 |
| ----------------- | --------------- | ------------- |
| 오히라 마사요시   | 748점           | 당선          |
| 후쿠다 다케오     | 638점           | 사퇴          |
| 나카소네 야스히로 | 93점            |               |
| 고모토 도시오     | 46점            |               |

### 내용주
1. ↑  국무원 제1부총리 덩샤오핑이 10월에 방일하기로 예정되어 있었기에 그 전에 비준을 마칠 필요가 있었다.
2. ↑  가이후 도시키, 고노 요헤이, 다니가키 사다카즈, 스가 요시히데는 재선에 대한 욕심이 있었지만 선거에서 승리할 것이 불가능하다고 여겨 입후보를 단념했다.
3. ↑  팔일회를 이끌고 있었지만 총리대신에 취임한 뒤 파벌을 해산했다.

### 참조주
1. ↑  奥島, 78쪽.
2. ↑  伊藤, 61-62쪽.
3. ↑  伊藤, 64쪽.
4. ↑  伊藤, 91쪽.
5. ↑  伊藤, 62쪽.
6. ↑  伊藤, 72,87쪽.
7. ↑  奥島, 80–81쪽.
8. ↑  伊藤, 117쪽.
9. ↑  伊藤, 102쪽.
10. ↑  伊藤, 101–104쪽.
11. 1 2  伊藤, 123쪽.
12. ↑  伊藤, 118쪽.
13. ↑  伊藤, 127쪽.
14. ↑  佐藤 2001, 188쪽.
15. ↑  伊藤, 124쪽.
16. ↑  伊藤, 141쪽.
17. 1 2 3  早坂 1988, 181–184쪽.
18. ↑  『私の履歴書』 2007, 312쪽.
19. ↑  “歴代総裁 | 党のあゆみ | 自民党について | 自由民主党”. 《www.jimin.jp》 (일본어). 2024년 6월 23일에 확인함.
20. ↑  奥島, 82–83쪽.
21. ↑  奥島, 83쪽.
22. ↑  伊藤, 148–151쪽.
23. ↑  伊藤, 59–60쪽.
24. ↑  伊藤, 107쪽.
25. ↑  伊藤, 141–142쪽.
26. ↑  伊藤, 135쪽.

## 참고 문헌
- 奥島貞雄 (2005년 9월 25일). 《自民党幹事長室の30年》. 中公文庫. 中央公論新社. ISBN 978-4122045934.
- 伊藤昌哉 (1985년 9월). 《自民党戦国史―権力の研究》. 朝日文庫 中巻. 朝日新聞出版. ISBN 978-4022603432.
- 早坂茂三 (1988년 11월 20일). 《駕籠に乗る人・担ぐ人―自民党裏面史に学ぶ》. 祥伝社. ISBN 978-4396610159.
- 佐藤昭子 (2001년 3월 1일). 《決定版 私の田中角栄日記》. 新潮文庫. 新潮社. ISBN 978-4101486314.
- 岸信介; 河野一郎; 福田赳夫; 後藤田正晴; 田中角栄; 中曽根康弘 (2007년 5월 1일). 《私の履歴書―保守政権の担い手》. 日経ビジネス人文庫. 日本経済新聞出版社. ISBN 978-4532193737.